# Cameraria ohridella
horse chestnut leaf miner (Cameraria ohridella) là một loài bướm đêm thuộc họ Gracillariidae.